# 向嶽寺
向嶽寺（こうがくじ）は、山梨県甲州市にある禅寺で臨済宗向嶽寺派の大本山。山号は塩山。本尊は釈迦如来。
非公開寺院のため建物内部や庭園は原則的に拝観不可である。

## 歴史
甲斐国では鎌倉時代に臨済宗が広がるが、向嶽寺は南北朝時代の1378年（永和4年）に、晩年の抜隊得勝（ばっすいとくしょう）が塩山高森（甲州市塩山竹森）に建てた草庵に始まる。抜隊は相模国を拠点に活動を行っていたが、かねてから甲斐への移住を希望していたという。
同所の不便のため弟子の宝珠寺（山梨市の）の住持・松嶺昌秀（しゅうれいしょうしゅう）が周旋し、1380年（康暦2年）正月20日に甲斐国守護武田信成から寄進された塩ノ山へ移り、向嶽庵と号した。信成は絵図を作成して寺領を確定し、本尊の釈迦如来像を寄進したという。また、抜隊の死後に供養を行っている。「嶽」は富士山を意味し、抜隊がかつて霊夢を見たことに因む。
南朝方との関わりが深く、後亀山天皇の勅願寺となったという。武田氏の保護もあり多くの塔頭・末寺を有した。
室町時代後期の明応年間には甲斐守護・武田信昌の子である信縄と油川信恵間で抗争が発生し、「向嶽寺文書」によれば、都留郡の国衆・小山田信長がこれに乗じて都留郡田原（都留市田原）の向嶽寺領・田原郷を横領した。明応7年（1498年）に信縄・信恵間で和睦が成立すると、翌明応8年（1499年）9月24日に信長は横領文を還付している。

江戸時代中期には末寺離れが相次いだ。また、度々火災に遭っているが、その都度復興されている。
1876年（明治9年）向嶽寺は南禅寺派に属していたが、1908年（明治41年）南禅寺派から独立して臨済宗向嶽寺派の大本山となった。1926年（大正15年）4月に再び火災に遭い、方丈と庫裏を焼失、その後。1967年（昭和42年）には庫裏が再建された。

## 文化財

### 国宝

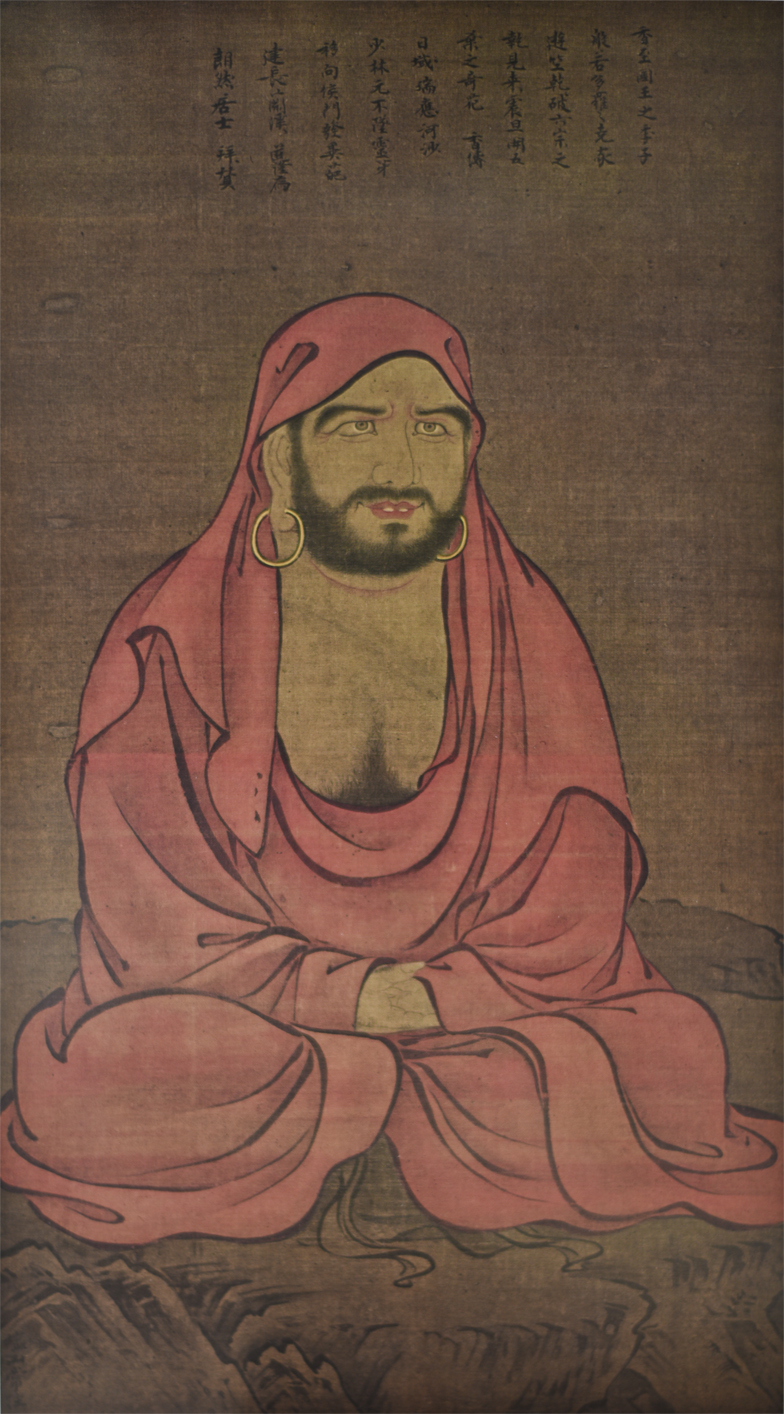
絹本著色達磨図（部分）

絹本著色達磨図 - 昭和28年11月24日指定
鎌倉時代（13世紀）の達磨図。絹本着色。寸法は縦108.2センチメートル、横60.6センチメートル。向嶽寺所蔵となった経緯は不明。現在は東京国立博物館に寄託。当時、宋からもたらされた水墨画・道釈画の技法により描かれたもので、日本最古級の達磨像であるだけでなく、日本水墨画史の冒頭に位置する貴重な作品と評されている。
達磨が体は正面、顔はわずかに左（向かって右）に向ける。朱衣をまとい岩の上で座禅を組む姿が描かれており、鋭い目に豊かな髭、口元は緩く結ばれ歯を見せているなど、達磨の異国風の風貌が精緻に表現されている。耳輪部分には金泥が使用されている。背景は省略されており、礼拝画としての性格が強いと指摘される。画面上部には蘭渓道隆による賛文がある。蘭渓道隆は寛元4年（1246年）に来日すると鎌倉・建仁寺の開山に迎えられており、文永年間に甲斐へ流されている。本図は「朗然居士」に対しておくられており、これは文永5年（1268年）に執権となった北条時宗であると考えられている。

### 重要文化財（国指定）

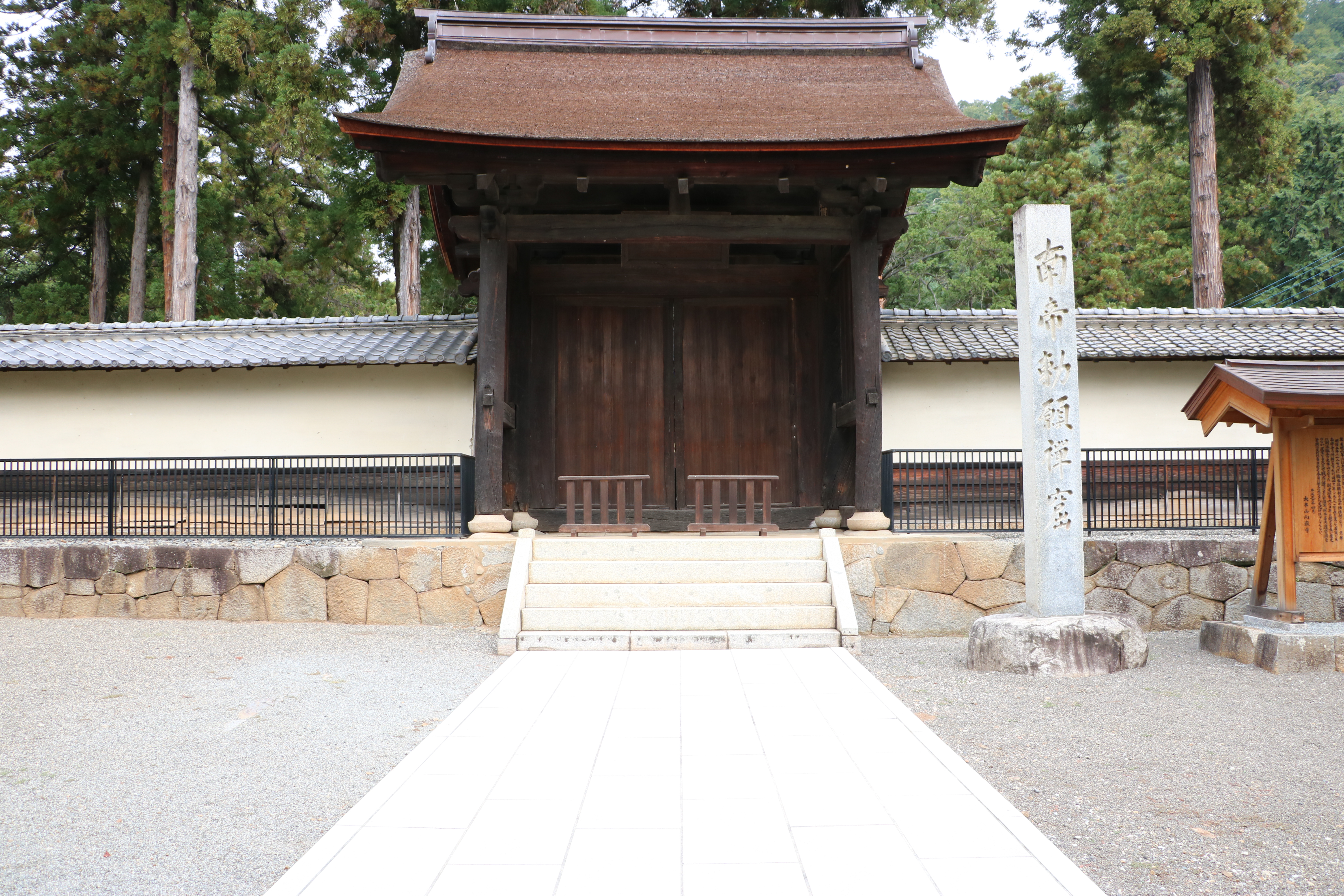
中門（重要文化財）

向嶽寺中門 - 昭和46年6月22日指定
室町中期の四脚門。切妻造、檜皮葺。外門後方に位置し、左右には土塀（県指定文化財）を延ばしている。近世、近代の火災で諸堂を焼失した向嶽寺における唯一の中世建築。石積壇上に立ち、親柱の前後に各2本の副柱が立てられた大型の四脚門。禅宗様の建築で、特に親柱と副柱の上部を結ぶ梁に鎌倉に類例の多い湾曲した海老虹梁を用いている。築造年代を示す墨書はなく文献史料にも見られないが、装飾の様式から室町中期のものと考えられている。
絹本著色三光国師像 - 大正5年5月24日指定
抜隊得勝の法師にあたる三光国師（孤峰覚明）の頂相。三光国師像には雲樹寺本をはじめ諸本があり、本像は向嶽寺本と称されている。法被のかけられた椅子に座禅し、床に履物を置きななめ右を向いた姿が描かれている。袈裟姿で手には払子を持ち脇には拄杖が立てかけられており、大円禅師像とともに中国風肖像画の影響を受けた禅僧像と評されている。画面上部には抜隊得勝による賛文が寄せられている。
絹本著色大円禅師像 - 大正5年5月24日指定
大円禅師（抜隊得勝）を描いた頂相。寸法は縦128.8センチメートル、横62.2センチメートル。三光国師像と同様に、法被のかけられた椅子に座禅した姿が描かれており、手にもった払子、傍らの拄杖の描写も共通している。画面上部には抜隊の7回忌にあたる明和4年（1393年）に6世傑叟自玄（けっそうじげん）が写した抜隊の賛文がある。細部に至る共通点から先行して描かれた三光国師像になぞらえて描かれたものであると考えられている。払子部分など一部は剥落している。なお、塩山下粟生野には抜隊の法嗣である華林慧昌が開山となった松泉寺が所在し、同時期に作成された傑叟自玄の賛を持つ大円禅師像が伝来している。
塩山和泥合水集板木37枚・抜隊得勝遺誡板木1枚 - 平成5年6月10日指定
抜隊の法語が記された版木。向嶽寺には数多くの版木が所蔵されており、出版史の観点からも注目されている。

### 山梨県指定文化財
向嶽寺築地塀 昭和36年12月7日指定
紙本着色仏涅槃図  平成5年9月6日指定
室町時代の仏涅槃図。画面寸法は縦300.7センチメートル、横248.5センチメートル。赤外線調査により確認された軸背墨書から、制作年代は明応9年（1500年）から文亀2年（1502年）であることが確認されており、『塩山向岳禅庵小年代記』（後述）の明応9年条に記される涅槃像供養の記述からも確認される。仏涅槃図は県内にも大蔵経寺や円蔵院などに遺例があるが、本像は宋元画の影響を受けた室町期の仏涅槃図の中でも釈迦の面貌や宝台の向きに古様が残される一方で、取り囲む衆生の表現などに独自の要素が認められる。また、釈迦の傍らには類例のない慟哭する老女が描かれており、施主や願主に相当する可能性が考えられている。
銅鐘 昭和54年4月8日指定
中世の梵鐘。『塩山年代記』によれば、康応元年（1389年）に初鋳、文安5年（1448年）に再鋳されたという。寄進者は武田氏の一族で、製作者は巨摩郡志田郷（甲斐市志田）の鋳物師である「宇津屋満吉」。甲斐鐘には志田鋳物師、宇津屋鋳師の二代勢力があり、向嶽寺銅鐘以前の久遠寺や光厳寺をはじめとする甲斐鐘は志田鋳物師の作であるが、向嶽寺銅鐘において宇津屋鋳物師の作が出現している。
向嶽寺文書 - 昭和48年7月12日指定
中世文書53点が含まれる古文書群。『向嶽寺領絵図』（向嶽寺朱引図）は境内の様子が墨書で描かれ、境界が記された寺領絵図。武田信虎をはじめ晴信・勝頼の花押があり、天正2年（1592年）付の加藤光泰による証判が加えられている。墨書に沿って朱引きされており、武田氏滅亡後に徳川家康により境界を朱引きされたとする伝承を持つ。一部は『山梨県史』資料編4中世1（県内文書）に収録。
塩山向岳禅庵小年代記 - 昭和48年7月12日指定
向嶽寺の歴代住職により書き継がれた甲斐国の年代記である『塩山向岳禅庵小年代記』の写本。『塩山向岳禅庵小年代記』は表題で、表紙部分には『塩山年代記』と記されている。和装袋綴。縦26.5センチメートル、横18.5センチメートル。全一冊、57丁。異体・略体を含む漢文体で、書体は楷書。記述は簡略で、年と干支の下に記載事項が記される年代記の形式で、特に歴代住職の入院、示寂の月日は完備されている。創建以前の抜隊得勝の動向も記され、永和2年（1376年）に抜隊が入甲することから江戸時代の明和6年（1769年）の184世（再住を含まない実人数）松山和尚の代までの事跡が記されている。
特に中世の記述は寺と関係のある人物の動向や発生した事件、対外情勢など内容が豊富で、武田家臣の記した『高白斎記』や窪八幡神社別当普賢寺の『王代記』、富士北麓の年代記である『勝山記』と並んで戦国期を中心とする甲斐国中世史の基本史料となっている。原本が所蔵されているが、同一筆跡であることから、明和6年以降に整理された際の写本であると考えられている。内容は『県資』6中世3上（県内記録）に収録。
抜隊得勝墨書 - 昭和48年7月12日指定
抜隊得勝が死去する2年前にあたる至徳2年（1385年）に欠かれた墨跡。紙本墨書、掛軸装。縦33.5センチメートル、横73.0センチメートル。紙面の損傷が激しく欠損し判読不可能な部分も多い。内容は一部が抜隊語録と共通する。
金剛般若波羅蜜経版木 - 昭和52年5月23日指定
禅宗において重視された金剛般若経の版木。桜材で、長さ105.0センチメートル、幅37.0センチメートル、厚さ2.8センチメートル。6枚12面。巻末の刊記によれば文安3年（1446年）の刊行。
随求陀羅尼儀軌版木 - 昭和52年5月23日指定
唐代の不空が訳した随求即得陀羅尼経の版木。室町初期のものであると考えられている。桜材で長さ13.0センチメートル、幅29.0センチメートル、厚さ3.5センチメートル。巻子本の版木で、6枚の表裏両面に彫出し12面の各面に1行17文字、35行を印刷する。長年使用されたものであるため、摩滅が進行している。
塩山仮名法語版木36枚 附版木24枚 -昭和52年5月23日指定
抜隊得勝の法語が記された和綴本の版木。欠失はなく完全に揃っており、桜材で縦22.0センチメートル、横40.0センチメートル、厚さ1.4センチメートル。塩山仮名法語は寛永20年から天保15年までの版木が確認されているが36枚の版木は享保12年（1227年）の年紀を持ち、附指定の24枚には年紀がないが寛永年間のものであると考えられている。内容は抜隊得勝が在家信者の質問に回答した書簡の集成で、平易な仮名交じり文で記され布教に用いられたものであると考えられている。
孤峯覚明墨書 - 平成6年6月23日指定
孤峯覚明の墨跡。紙本墨書、掛軸装。縦33.2センチメートル、横48.0センチメートル。文中の語句から観応2年（1353年）2月26日に書かれたものであると考えられており、孤峯の晩年にあたる。内容は禅修行の要諦を記している。
峻翁令山墨書 - 平成6年6月23日指定
抜隊の弟子である峻翁令山の墨跡。紙本墨書、掛軸装。本紙縦29.7センチメートル、横35.9センチメートル。総門扁額とともに峻翁唯一の書で、内容は禅家の引導法語であると考えられている。

### 市指定文化財

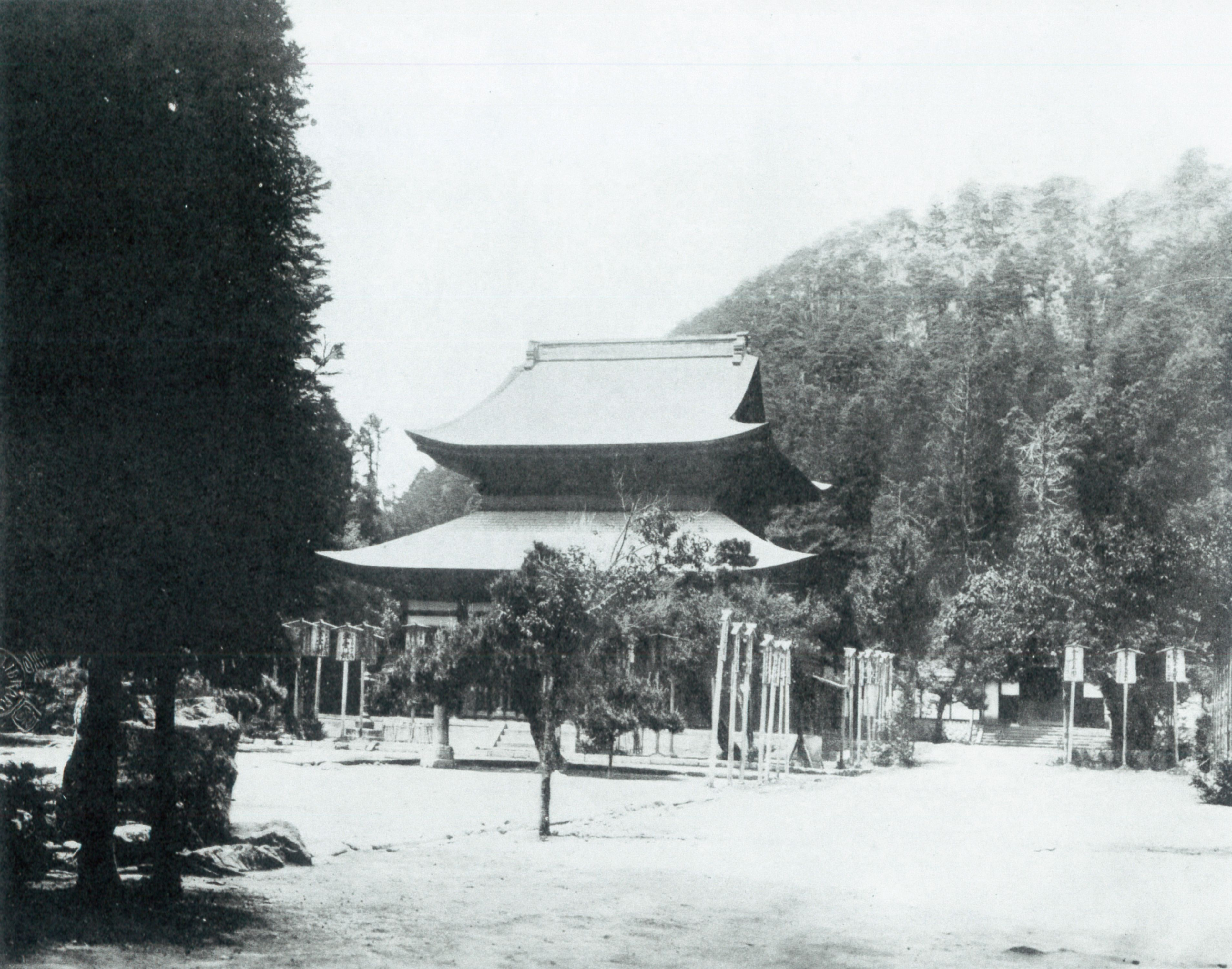
昭和初期の仏殿

仏殿 - 平成8年2月8日指定
仏殿と開山堂が一体となった建物で1787年（天明7年）に再建されたもの。

### 名勝（国指定）
向嶽寺庭園  平成6年6月6日指定
境内北側の山裾（塩山の地名の由来となった塩ノ山）の斜面には、石組みを主体とした庭園がある。この庭園は江戸時代初期に原型が造られ、その後江戸中期にわたって数回の改修が行われたものと考えられているが、作庭された時期を記す史料は残っておらず、長年に渡り放置され荒廃していた。平成2年（1990年）より2年間に及ぶ発掘調査が行われ、石組みと池や滝を配した構造であることが判明し、調査結果を基にした修復工事が行われ、山梨県に残る古庭園の典型的なものとして、平成6年（1994年）6月6日に国の名勝に指定された。

## 所在地
- 山梨県甲州市塩山上於曽2026